# Botafumeiro

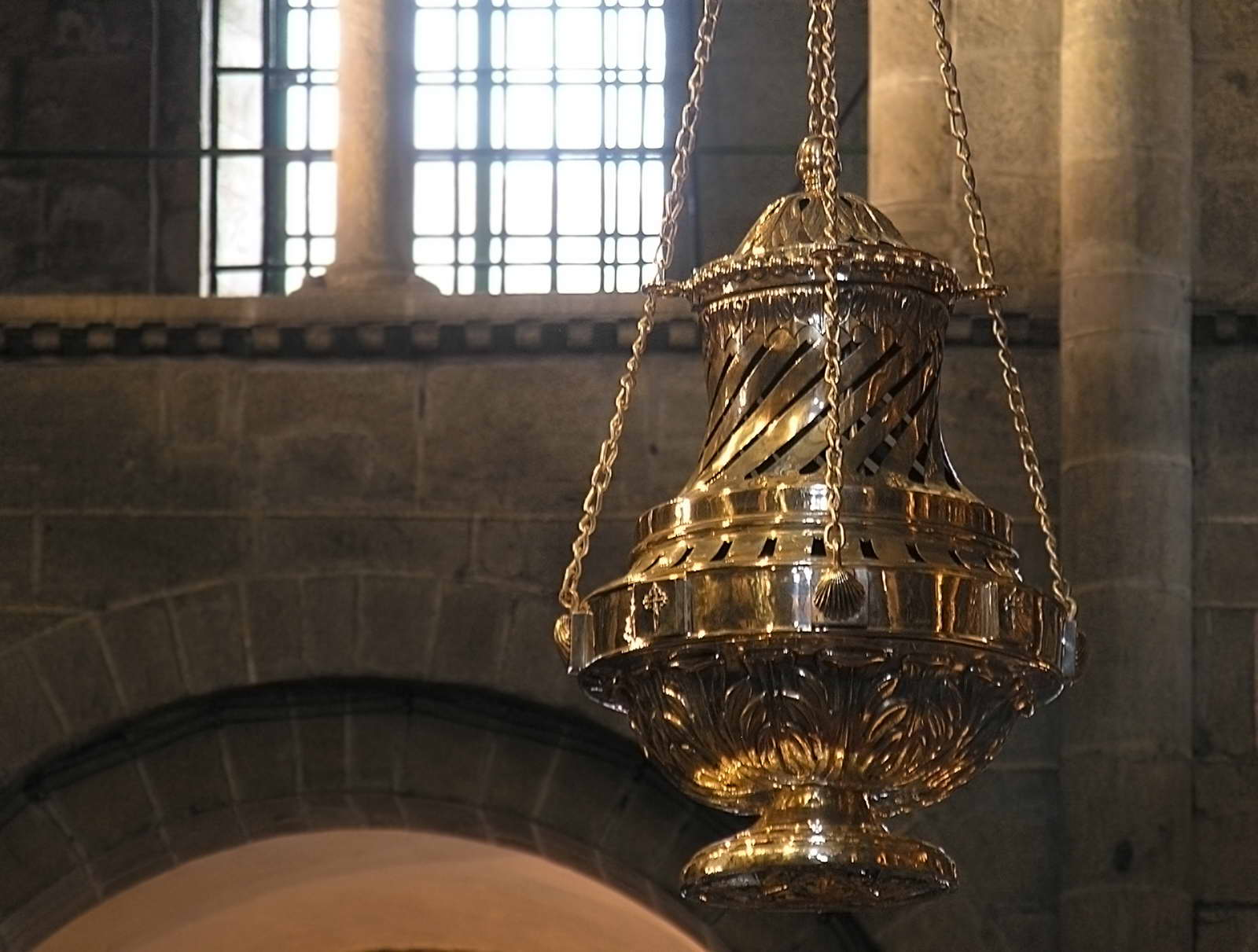
Il Botafumeiro nella cattedrale di Santiago di Compostela

Il botafumeiro è un grande turibolo presente nella Cattedrale di San Giacomo a Santiago di Compostela risalente al XIX secolo.
Da esso prende il nome un altro grande incensiere presente dal marzo 2010 a Cava de' Tirreni nella Chiesa di San Francesco e Sant'Antonio e quello presente a Borsano di Busto Arsizio (2012) nell'Arcidiocesi di Milano. Sono i turiboli più grandi del mondo. Un botafumeiro di 5 kg è installato anche presso l'Insigne Collegiata di Casei Gerola in provincia di Pavia.

## Il botafumeiro a Santiago di Compostela

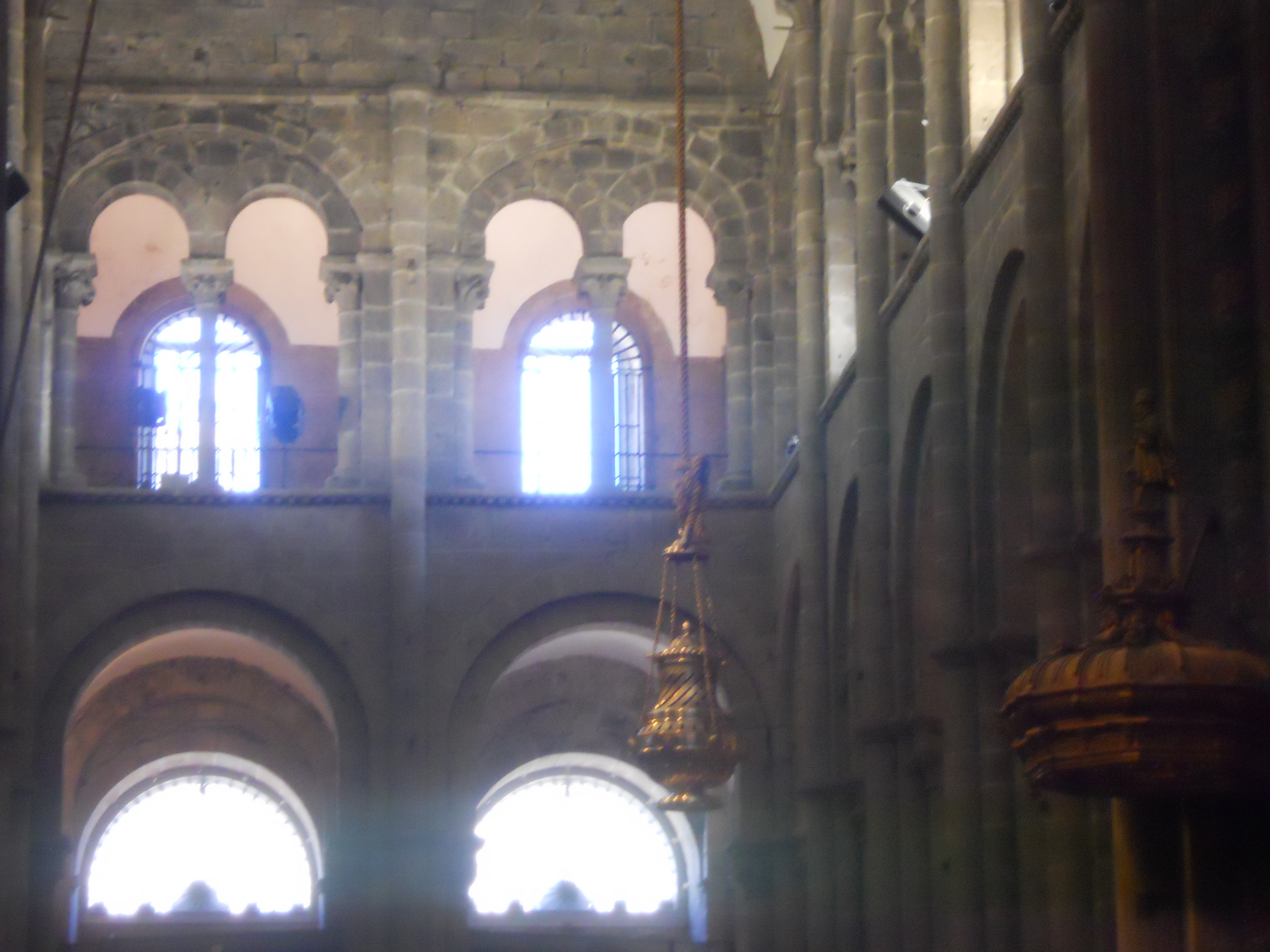
Il Botafumeiro in azione durante la Messa del Pellegrino

### Storia
Pur essendo presente fin dagli albori del pellegrinaggio a Santiago, il botafumeiro di cui si ha notizia certa fu una gran pignatta di argento del secolo XVI, dono del re Luigi XI di Francia: esso venne in seguito rubato dalle truppe napoleoniche.

L'attuale è stato fuso nel 1851, utilizzando ottone poi ricoperto d'argento.
Sospeso al soffitto della cattedrale, questo turibolo è noto per la sua straordinaria altezza di circa un metro e mezzo e per il peso di 55 chilogrammi.
Solo recentemente il botafumeiro ha assunto la funzione che gli è propria: infatti in passato veniva utilizzato prevalentemente per coprire il forte odore emanato dai pellegrini che affollavano la cattedrale e nella quale spesso trovavano ricovero per la notte.
Nel corso della storia è accaduto alcune volte che il "fumeiro" si distaccasse dalle corde: famosi sono rimasti gli incidenti del 1499, al quale assistette la Infanta Catalina (futura Caterina d'Aragona) e del 1622.

### Utilizzo
Al momento è utilizzato quasi esclusivamente in occasione delle messe solenni e durante l'Anno Santo Compostellano.
Il botafumeiro viene fatto oscillare da personale addetto (i "tiraboleiros") che lo issano fino a 22 metri d'altezza nella croce della navata centrale e quindi, con un sistema di corde e carrucole, gli imprimono un moto pendolare, fino a fargli sfiorare il soffitto delle navate ad una velocità di circa 70 km/h.

## Il botafumeiro a Cava de' Tirreni
Dal 2010 quello cavese è il più grande incensiere del mondo: le sue dimensioni sono di circa 1.60 m di altezza per oltre 70 kg di peso. Caricato con più di 13 kg fra carbone e incenso, il suo peso complessivo va ad attestarsi attorno agli 85 kg. È fuso in rame cesellato bagnato nell'argento e la sua velocità di discesa è di circa 80 chilometri l'ora.
È utilizzato ogni tredici del mese per onorare Sant' Antonio ; oppure durante  le altre celebrazioni liturgiche più importanti; per farlo oscillare, viene assicurato con una successione di nodi ad una corda di rilevante diametro, che scende da una carrucola ancorata al soffitto della navata. Poi con una particolare procedura, per la quale si adoperano dieci persone, si tirano alcune cime e il botafumeiro inizia la sua corsa, nel verso longitudinale, lungo il corridoio centrale del santuario, incensando tutta la chiesa.

## Il botafumeiro a Borsano
Si tratta di un manufatto di 60 kg (vuoto) interamente realizzato da un maestro artigiano e inaugurato durante la Veglia Pasquale dell'anno 2012: viene "lanciato" facendolo correre lungo il verso longitudinale della navata centrale della chiesa. Nel medesimo anno l'Arcivescovo di Milano, Cardinale Angelo Scola, lo ha acceso e "lanciato" durante la Festa Patronale dei Santi Apostoli Pietro e Paolo.

## Il botafumeiro di Casei Gerola
Installato nel marzo 2014, in occasione del giubileo locale per i 250 anni dalla traslazione del corpo del patrono San Fortunato dalla basilica romana di Santa Maria in Via Lata all'Insigne Collegiata di San Giovanni Battista in Casei Gerola. È collocato nella navata destra della quattrocentesca Collegiata, davanti all'altare di San Fortunato. Esso volteggerà in onore del Santo nelle principali feste dell'anno liturgico.